# انسولینما
انسولینُما توموری در لوزالمعده است که از سلول‌های بتا منشأ گرفته و انسولین ترشح می‌کند. این تومور، نوع نادری از تومورهای نورواندوکرین است. بیشتر انسولینماها از این نظر خوش‌خیم هستند که منحصراً در منشأ خود در لوزالمعده رشد می‌کنند، اما در برخی موارد نیز متاستاز می‌کنند.
سلول‌های بتا در پاسخ به افزایش قند خون، انسولین ترشح می‌کنند. افزایش انسولین منجر به کاهش سطح قند خون می‌شود و در این مرحله، ترشح بیشتر انسولین متوقف می‌شود. در مقابل، ترشح انسولین توسط انسولینم‌ها به‌درستی توسط گلوکز تنظیم نمی‌شود و این تومورها به ترشح انسولین ادامه می‌دهند که باعث می‌شود سطح گلوکز خون بیش از حد طبیعی کاهش یابد.
در نتیجه، بیماران، علائم کمبود قند خون (هیپوگلیسمی) را نشان می‌دهند که با خوردن غذا و افزایش قند خون، بهبود می‌یابد. تشخیص انسولینما معمولاً به صورت بیوشیمیایی با قند خون پایین، افزایش سطح انسولین، پروانسولین و پپتید سی انجام می‌شود و منشأ و محل تومور نیز با روش‌های تصویربرداری پزشکی یا آنژیوگرافی تأیید می‌شود. روش درمان قطعی این عارضه، معمولاً جراحی است.

## علائم
بیماران مبتلا به انسولینوم معمولاً علائم نوروگلیکوپن را نشان می‌دهند. که شامل سردردهای مکرر، لتارژی، دوبینی، و تاری دید، به‌ویژه در هنگام ورزش یا روزه‌داری است. هایپوگلایسمی شدید ممکن است منجر به تشنج، کما و آسیب عصبی دائمی شود. علائم ناشی از پاسخ کاتکول‌آمینرژیک به هایپوگلایسمی (مانند لرزش، تپش قلب، تاکی‌کاردی، تعریق، گرسنگی، اضطراب، حالت تهوع) آن‌چنان رایج نیستند. گاهی اوقات افزایش وزن ناگهانی نیز در بیماران دیده می‌شود.

## درمان

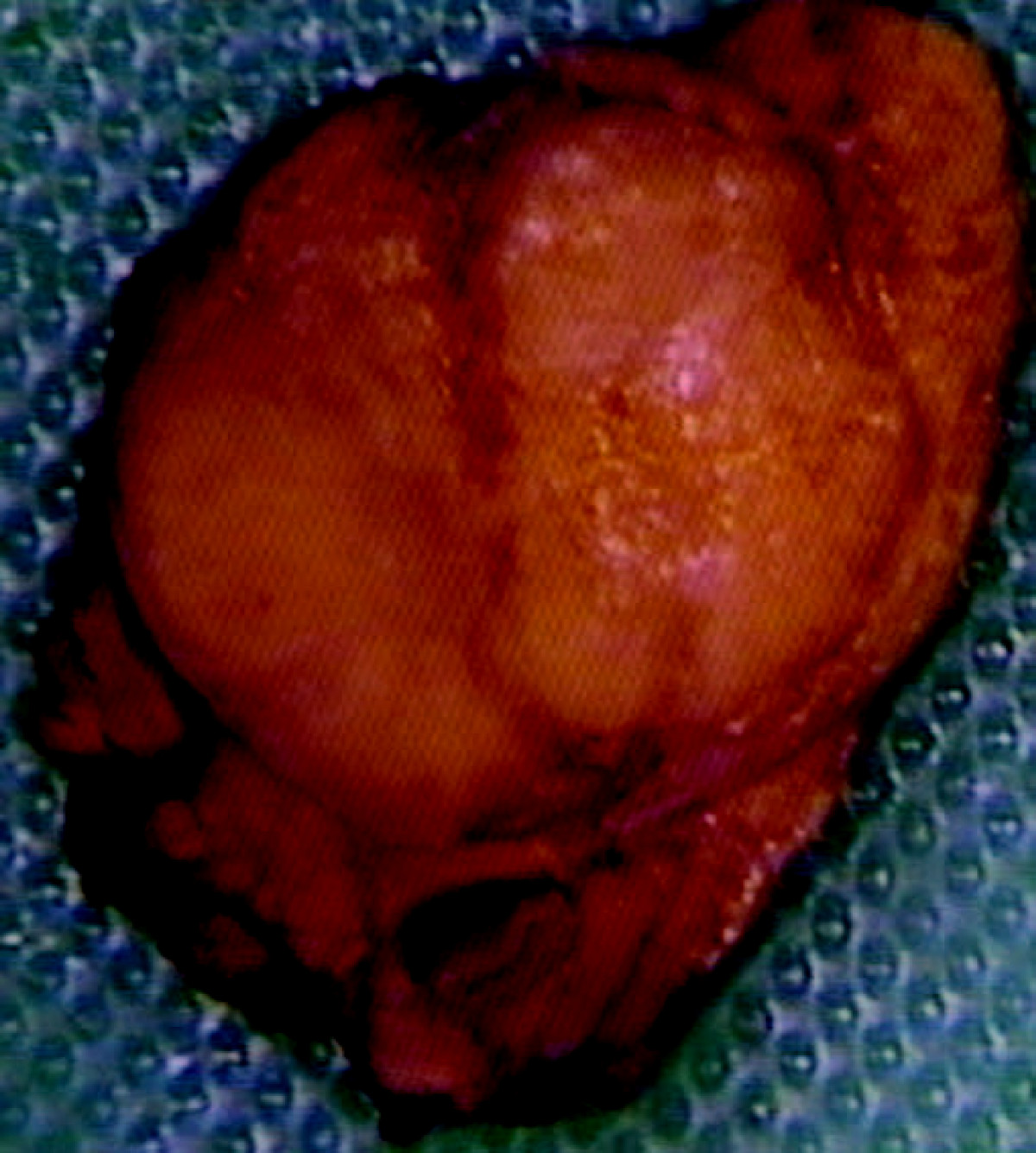
ظاهر تومور انسولینوم که معمولاً به‌رنگ قرمز-قهوه‌ای است.

درمان قطعی انسولینوما، روش جراحی است. این درمان ممکن است شامل برداشتن بخشی از لوزالمعده نیز باشد (پانکراتیکودئودنکتومی و پانکراتکتومی). داروهایی مانند دیازوکساید و سوماتواستاتین را می‌توان برای جلوگیری از ترشح انسولین در بیمارانی با تومورهای غیرقابل جراحی یا بی‌نیاز به جراحی استفاده کرد.
شیمی‌درمانی ترکیبی، دوکسورابیسین و استرپتوزوتوسین، یا فلوئورواوراسیل و استرپتوزوسین در بیمارانی که دوکسورابیسین منع مصرف دارد، استفاده می‌شود. در تومورهای دارای متاستاز با رشد تومور در داخل کبد می‌توان از انسداد شریان کبدی یا آمبولیزاسیون استفاده کرد.

## پیش‌آگهی
اکثر بیماران مبتلا به انسولینوم خوش‌خیم را می‌توان با جراحی درمان کرد. هایپوگلایسمی مداوم یا مکرر پس از عمل جراحی در بیماران مبتلا به تومورهای متعدد رخ می‌دهد. حدود ۲ درصد از بیماران پس از جراحی به دیابت مبتلا می‌شوند.

## وقوع
انسولینوم‌ها تومورهای نادری هستند که میزان بروز آن‌ها یک تا چهار مورد ابتلا در یک میلیون نفر در سال تخمین زده می‌شود. انسولینوم یکی از شایع‌ترین انواع تومورهای ناشی از جزایر لانگرهانس است. تخمین بدخیمی (متاستاز) بین ۵ تا ۳۰ درصد است. بیش از ۹۹ درصد انسولینوم‌ها از لوزالمعده منشأ می‌گیرند. اکثر انسولینوم‌ها کوچک و کمتر از ۲ سانتی‌متر هستند.

## نگارخانه

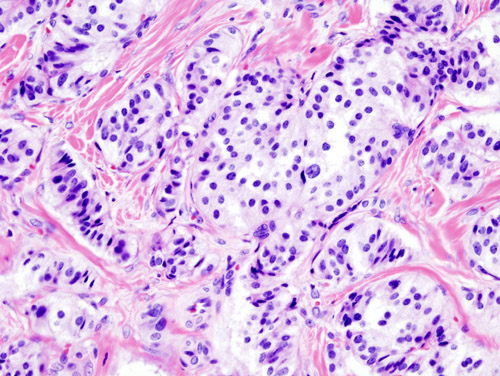
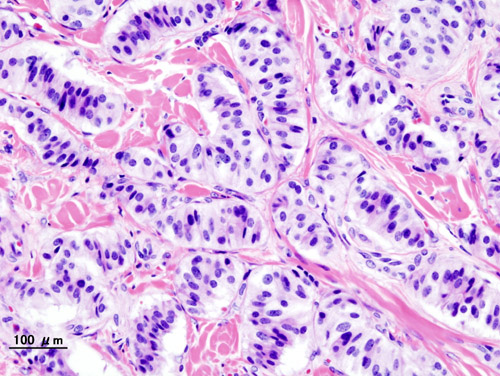
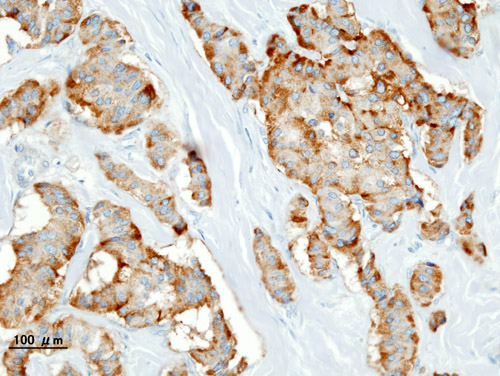
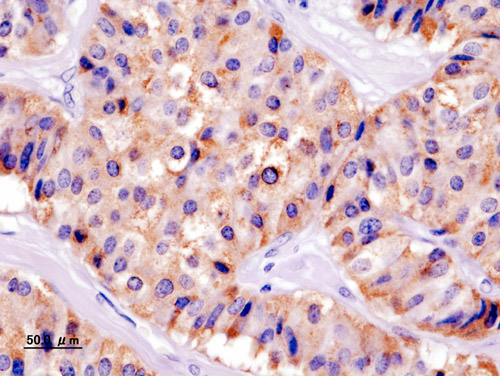

### کتاب‌ها
- Doppman JL, Chang R, Fraker DL,  et al. (Aug 1995). "Localization of insulinomas to regions of the pancreas by intra-arterial stimulation with calcium". Annals of Internal Medicine. 123 (4): 269–73. doi:10.7326/0003-4819-123-4-199508150-00004. PMID 7611592.
- Service FJ. Insulinoma. In: UpToDate, Rose, BD (Ed), UpToDate, Waltham, MA, 2005.| - ن - ب - و نئوپلاسم‌ها: نئوپلاسم‌های غده درون‌ریز (C73–C75/D34–D35, 193–194/226–227) | - ن - ب - و نئوپلاسم‌ها: نئوپلاسم‌های غده درون‌ریز (C73–C75/D34–D35, 193–194/226–227)                                                                                                                                                     |
| ---------------------------------------------------------------------------------- | --- |
| لوزالمعده                                                                          | - سرطان لوزالمعده - تومور نوراندوکرین لوزالمعده - α: گلوکاگونوما - سلول بتا: انسولینما - δ: Somatostatinoma - G: Gastrinoma - VIPoma                                                                                                   |
| هیپوفیز                                                                            | - آدنوم هیپوفیز: Prolactinoma - بیماری کوشینگ - آکرومگالی - کرانیوفارنژیوما - Pituicytoma |
| تیروئید                                                                            | - سرطان تیروئید (malignant): epithelial-cell carcinoma - Papillary - سرطان فولیکولار تیروئید/Hurthle cell - Parafollicular cell - Medullary - Anaplastic - Lymphoma - Squamous-cell carcinoma - Benign - آدنوم تیروئید - Struma ovarii |
| تومور فوق کلیه                                                                     | - قشر غده فوق کلیوی - آدنوم غدد فوق کلیوی - کارسینوم قشر غدد فوق‌کلیه - مغز غده فوق کلیوی - فئوکروموسیتوما - نوروبلاستوما - پاراگانگلیوما                                                                                               |
| غده پاراتیروئید                                                                    | - Parathyroid neoplasm - Adenoma - Carcinoma |
| غده کاجی                                                                           | - Pinealoma - Pinealoblastoma - Pineocytoma |
| MEN                                                                                | - 1 - 2A - 2B |